# Tom Jones (piloto)
Tom Jones (Dallas, 26 de abril de 1943 - Eastlake (Ohio), 29 de mayo de 2015) fue un piloto de automovilismo estadounidense, que llegó a participar en un Gran Premio de Fórmula 1.
Tom Jones debutó en la octava carrera de la temporada 1967 (la decimoctava temporada de la historia) del campeonato del mundo de Fórmula 1, disputada el 27 de agosto del 1967 en el GP del Canadá en el circuito de Mosport Park. No llegó a calificarse para disputar la carrera al sufrir problemas eléctricos en la calificación y por eso, no sumó ningún punto en el Mundial de pilotos. Al año siguiente intentó participar en una carrera pero finalmente no asistió.
Fuera de la F1, Jones debutó en las carreras en 1974. Llegó a competir en algunas carreras de Fórmula 5000, Can-Am y stock cars. Se retiró en 1980 por falta de dinero.

## Resultados

### Fórmula 1
(Clave) (negrita indica pole position) (cursiva indica vuelta rápida)

| Año     | Escudería | 1   | 2   | 3   | 4   | 5   | 6   | 7       | 8       | 9   | 10  | 11  | 12  | Pos. | Puntos |
| ------- | --------- | --- | --- | --- | --- | --- | --- | ------- | ------- | --- | --- | --- | --- | ---- | ------ |
| 1967    | Tom Jones | RSA | MON | NED | BEL | FRA | GBR | GER     | CAN DNQ | ITA | USA | MEX |     | NC   | 0      |
| 1968    | Tom Jones | RSA | ESP | MON | BEL | NED | FRA | GBR DNP | GER     | ITA | CAN | USA | MEX | NC   | 0      |
| Fuente: |           |     |     |     |     |     |     |         |         |     |     |     |     |      |        |